# Achatinella phaeozona
Achatinella phaeozona је пуж из реда Stylommatophora и фамилије Achatinellidae. 

## Угроженост
Ова врста је крајње угрожена и у великој опасности од изумирања.

## Распрострањење
Ареал врсте је ограничен на једну државу. 
Сједињене Америчке Државе су једино познато природно станиште врсте.

## Станиште
Врста је присутна на подручју Хавајских острва. 